# Polen op de Olympische Winterspelen 1984
Tijdens de Olympische Winterspelen van 1984, die in Sarajevo (Joegoslavië) werden gehouden, nam Polen voor de veertiende keer deel.

## Deelnemers en resultaten

### Alpineskiën
| Olympiër          | Discipline       | Resultaat | Prestatie                       |
| ----------------- | ---------------- | --------- | ------------------------------- |
| Ewa Grabowska     | reuzenslalom (v) | 31e       | 2.27,55 (+6,57) 1.12,45+1.15,10 |
| Ewa Grabowska     | slalom (v)       | 13e       | 1.39,62 (+3,15) 50,06+49,56     |
| Dorota Tłalka     | reuzenslalom (v) | 30e       | 2.26,90 (+5,92) 1.11,91+1.14,99 |
| Dorota Tłalka     | slalom (v)       | dnf-1     | opgave run 1                    |
| Małgorzata Tłalka | slalom (v)       | 6e        | 1.37,97 (+1,50) 49,20+48,77     |

### Kunstrijden
| Olympiër            | Discipline | Resultaat | Prestatie                                                        |
| ------------------- | ---------- | --------- | ---------------------------------------------------------------- |
| Grzegorz Filipowski | mannen     | 12e       | 27,0 punten (verpl. figuren: 12 - korte kür: 12 - lange kür: 15) |

### Langlaufen
| Olympiër       | Discipline | Resultaat | Prestatie           |
| -------------- | ---------- | --------- | ------------------- |
| Józef Łuszczek | 15 km (m)  | 36e       | 45.04,8 (+3.39,2)   |
| Józef Łuszczek | 30 km (m)  | 41e       | 1:38.11,7 (+9.15,4) |
| Józef Łuszczek | 50 km (m)  | 27e       | 2:25.46,9 (+9.51,1) |

### Schaatsen
| Olympiër          | Discipline | Resultaat | Prestatie        |
| ----------------- | ---------- | --------- | ---------------- |
| Lilianna Morawiec | 500 m (v)  | 15e       | 43,43 (+2,41)    |
| Lilianna Morawiec | 1000 m (v) | 10e       | 1.26,53 (+4,92)  |
| Lilianna Morawiec | 1500 m (v) | 30e       | 2.39,37 (+35,95) |
| Erwina Ryś-Ferens | 500 m (v)  | 9e        | 42,71 (+1,69)    |
| Erwina Ryś-Ferens | 1000 m (v) | 7e        | 1.25,81 (+4,20)  |
| Erwina Ryś-Ferens | 1500 m (v) | 5e        | 2.08,08 (+4,66)  |
| Erwina Ryś-Ferens | 3000 m (v) | 14e       | 4.42,90 (+18,11) |
| Zofia Tokarczyk   | 500 m (v)  | 14e       | 43,13 (+2,11)    |
| Zofia Tokarczyk   | 1000 m (v) | 14e       | 1.26,95 (+5,34)  |

### Schansspringen
| Olympiër     | Discipline         | Resultaat | Prestatie                                          |
| ------------ | ------------------ | --------- | -------------------------------------------------- |
| Piotr Fijas  | normale schans (m) | 7e        | 204,5 punten 103,2 p. (87,0 m) + 101,3 p. (88,0 m) |
| Piotr Fijas  | grote schans (m)   | 17e       | 180,6 punten 96,9 p. (103,0 m) + 83,7 p. (95,0 m)  |
| Janusz Malik | normale schans (m) | 30e       | 180,8 punten 85,8 p. (78,0 m) + 95,0 p. (82,5 m)   |
| Janusz Malik | grote schans (m)   | 46e       | 127,5 punten 65,2 p. (85,0 m) + 62,3 p. (84,0 m)   |

### IJshockey
| Olympiër | Discipline | Resultaat | Prestatie |
| --- | ---------- | --------- | --- |
| Andrzej Chowaniec Andrzej Hachuła Andrzej Ujwary Andrzej Zabawa Andrzej Nowak Gabriel Samolej Henryk Gruth Henryk Pytel Jan Piecko Jan Stopczyk Janusz Adamiec Jerzy Christ Krystian Sikorski Leszek Jachna Ludwik Synowiec Marek Cholewa Robert Szopiński Stanisław Klocek Wiesław Jobczyk Włodzimierz Olszewski | mannen     | 8e        | Voorronde groep A: 1-12 Polen - Sovjet-Unie 5- 8 Polen - Bondsrepubliek Duitsland 1- 6 Polen - Italië 1-10 Polen - Zweden 8- 1 Polen - Joegoslavië 7e plaats: 4- 7 Polen - Verenigde Staten |

Andorra · Argentinië · Australië · België · Bolivia · Bondsrepubliek Duitsland · Britse Maagdeneilanden · Bulgarije · Canada · Chili · China · Chinees Taipei · Costa Rica · Cyprus · Duitse Democratische Republiek · Egypte · Finland · Frankrijk · Griekenland · Groot-Brittannië · Hongarije · IJsland · Italië · Japan · Joegoslavië · Libanon · Liechtenstein · Marokko · Mexico · Monaco · Mongolië · Nederland · Nieuw-Zeeland · Noord-Korea · Noorwegen · Oostenrijk · Polen · Puerto Rico · Roemenië · San Marino · Senegal · Sovjet-Unie · Spanje · Tsjecho-Slowakije · Turkije · Verenigde Staten · Zuid-Korea · Zweden · Zwitserland